# Serigeni Lama
Serigeni Lama is een bestuurslaag in het regentschap Ogan Komering Ilir van de provincie Zuid-Sumatra, Indonesië. Serigeni Lama telt 4537 inwoners (volkstelling 2010).